# Maja Pavlinić
Maja Pavlinić (* 14. Juni 1997) ist eine kroatische Badmintonspielerin. 

## Karriere
Maja Pavlinić wurde 2012 erstmals nationale Meisterin in Kroatien, ein weiterer Titelgewinn folgte 2013. 2014 stand sie als Vizemeisterin ebenfalls mit auf dem Siegerpodest. Bei den Israel International 2013 wurde sie Zweite, bei den Norwegian International 2013 Dritte.